# حسین ابرقویی
حسین ابرقویی (زاده ۱۸ تیر ۱۳۷۵) بازیکن فوتبال اهل ایران است که در پست مدافع برای باشگاه فوتبال پرسپولیس در لیگ برتر خلیج فارس بازی می‌کند.